# Lenguas áslicas
Las lenguas áslicas, asli o aslianas son un grupo de lenguas indígenas habladas por los Orang Asli, los habitantes aborígenes de la península malaya y la región peninsular de Tailandia. Forman una rama numerosa de las lenguas austroasiáticas. Algunas de ellas tienen reconocimiento oficial por parte del gobierno de Malasia (Kensiu, Kintaq, Jehai, Mendriq, Bateg, Che' Wong, Lanoh, Temiar, Semai, Jah Hut, Mah Meri, Semaq Beri, Semelai y Temoq).

## Historia y origen
Las lengua áslicas proceden de la región al oeste de la principal cadena montañosa de la región y eventualmente fueron desplazándose hacia el este hasta Kelantan, Terengganu y Pahang. Dentro de las lenguas austroasiáticas las más cercanas son las lenguas mónicas y las lenguas nicobaresas. Es posible que los hablantes de proto-mon y proto-nicobarés pudieran haber tenido contacto con los inmigrantes que se desplazaron a la península malaya desde el norte.
Existe envidencia de que las lenguas áslicas presentan préstamos complejos que reflejan diferentes estadios lingüísticos, algunos de ellos desaparecidos hace tiempo de la península mayala. La migración de los pueblos hablantes de lenguas áslicas puede ser reseguida a partir de la evidencia etimológica y de la evidencia arqueológica.
Actualmente, el semai y el temiar, ambos lenguas senoicas (áslico central), son las dos lenguas con el mayor número de hablantes, y son las únicas lenguas áslicas con más de 10 mil hablantes.

## Clasificación
- Jahaico (Septentrional): chewong; tonga (mos); batek [oriental], jahai, menriq, mintil; kensiu [occidental] (mos), kintaq (kentaqbong).
- Senoico (Sakai, Central): semai, temiar, lanoh, sabum, semnam.
- Semelaico (Meridional): mah meri (besisi), semelai, temoq, semoq beri.
- Jah Hut

Otras lenguas aborígenes de la península malaya hablan lenguas malayo-polinesias: jakun, orang kanaq, orang seletar, temuan. El kenaboi es una lengua poco documetnada que podría haber sido una lengua áslica.

## Comparación léxica
Los numerales comparados de diferentes lenguas áslicas son:
| GLOSA | Áslico central (Senoico) | Áslico central (Senoico) | Áslico central (Senoico) | Áslico central (Senoico) | Áslico meridional (Semelaico) | Áslico meridional (Semelaico) | Áslico meridional (Semelaico) | Áslico meridional (Semelaico) | PROTO- ASLI |
| GLOSA | Lanoh- Sabüm             | Semai                    | Semnam                   | Temiar                   | Mah Meri                      | Semalai                       | Semaq Beri                    | Temoq                         | PROTO- ASLI |
| ----- | ------------------------ | ------------------------ | ------------------------ | ------------------------ | ----------------------------- | ----------------------------- | ----------------------------- | ----------------------------- | ----------- |
| 1     | niy                      | nanəʔ                    | niːy                     | ney                      | mũy                           | muy                           | muy                           | mũy                           | *mwei       |
| 2     | naːy                     | naːr                     | naːy                     | naar                     | m̥a                            | (duwaʔ)                       | hmar                          | (dua)                         | *m̥aːr       |
| 3     | (tiga)                   | niːʔ                     | (tigaʔ)                  | nɛʔ                      | m̥peʔ                          | hmpɛʔ                         | hmpɛʔ                         | m̥mɛʔ                          | *m̥-pɛʔ      |
| 4     | (əmpat)                  | (ʔm̩pat)                  | (ʔmpăt)                  | (ʔɛmpat)                 | (mpat)                        | hmpon                         | hmpon                         | m̥m̩pʊn                         | *m̥-pon      |
| 5     | (lima)                   | (limaːʔ)                 | (limaːʔ)                 | (limaaʔ)                 | (limãʔ)                       | məsɔŋ                         | msɔŋ                          | mɨsoɡŋ                        | *mə-sɔŋ     |
| 6     | (nam)                    | (naːm)                   | (ʔnaːm)                  | (ʔənam)                  | (nãm)                         | pruʔ                          | ənam                          | pɾuʔ                          | *pruʔ       |
| 7     | (tud͡ʒoh)                 | (tuɟoh)                  | (tuɟŭh)                  | (tuɟoh)                  | (tud͡ʒuh)                      | tud͡ʒuh / tmpɔh                | (tud͡ʒuh)                      | tampoɔh                       | *           |
| 8     | (lapan)                  | (lapaːn)                 | (lapaːn)                 | (lapan)                  | (lapa̰n)                       | (lapan) / kitwit              | (lapan)                       | (lapan)                       | *           |
| 9     | (smilan)                 | (smilaːn)                | (smilaːn)                | (sɛmbilan)               | (səmila̤n)                     | (smilan)/ kantim              | (səmbilan)                    | (smilan)                      | *           |
| 10    | (səpulə)                 | (spuloh)                 | (spuloːh)                | (səpuloh) / jəs tiik     | (mpuluh)                      | (səpuluh)/ kumai              | (muy puluh)                   | (səpulə)                      | *           |
| GLOSA | Áslico septentrional | Áslico septentrional | Áslico septentrional | Áslico septentrional | Áslico septentrional | Áslico septentrional | Áslico septentrional | Jah Hut       |
| GLOSA | Batek                | Chewong              | Jehai                | Kensiu               | Minriq               | Mintil               | Tonga                | Jah Hut       |
| ----- | -------------------- | -------------------- | -------------------- | -------------------- | -------------------- | -------------------- | -------------------- | ------------- |
| 1     | nay                  | nãy                  |                      | nay                  |                      |                      |                      | nwɛy～ niʔwɛy |
| 2     | (duaʔ)               | ber                  |                      | biʔe̝y～ biyɛ         |                      |                      |                      | nar           |
| 3     | (tigaʔ)              | pɛd                  |                      | (tiɡaʔ)              |                      |                      |                      | (tiga)        |
| 4     | (empat)              | pan                  |                      | (ʔampat)             |                      |                      |                      | (əmpat)       |
| 5     | (limɛːʔ)             | (limãʔ)              |                      | (liˈmaʔ)             |                      |                      |                      | (lima)        |
| 6     | (nɛm)                | (ʔənãm)              |                      | (nam)                |                      |                      |                      | (ənam)        |
| 7     | (tuɟoh)              | (tud͡ʒoh)             |                      | (tuˈɟoh)             |                      |                      |                      | (tud͡ʒoh)      |
| 8     | (lapan)              | (lapan)              |                      | (laˈpadn)            |                      |                      |                      | (dəlapan)     |
| 9     | (smilan)             | (səmilan)            |                      | (səmiˈladn)          |                      |                      |                      | (səmbilan)    |
| 10    | (spuloh)             | (səpuluh)            |                      | (supuˈloh)           |                      |                      |                      | (səpuluh)     |
Los términos entre paréntesis son préstamos de lenguas malayo-polinésicas (austronesio).